# Alysidiidae
Famille
Les Alysidiidae sont une famille d'ectoproctes de l'ordre des Cheilostomatida.

## Liste des genres
Selon World Register of Marine Species (31 mars 2016) :
- genre Alysidium Busk, 1852
- genre Catenicula O'Donoghue, 1924